# Emma Seligman
Emma Seligman (Toronto, 3 de mayo de 1995) es una directora de cine y guionista canadiense, más conocida por su debut como directora en Shiva Baby (2020).

## Carrera
Cuando era adolescente, Emma Seligman contribuyó con reseñas de películas para The Huffington Post. Estudió cine en la Tisch School of the Arts de Nueva York, donde se graduó en mayo de 2017. Mientras estaban en Tisch, hizo los cortometrajes Lonewoods, Void y Shiva Baby. Su película de tesis, Shiva Baby, fue al festival de cine South by Southwest de 2018 . Al mismo tiempo, comenzó a convertirlo en un largometraje, y se lanzó en 2020 bajo el mismo nombre, Shiva Baby . Las películas de Seligman se enfocan en temas sexuales, particularmente en la relación entre las mujeres y el sexo; ella dice que "las mujeres decodifican los mensajes sexuales desde una edad temprana, [y] la tecnología, por ejemplo con la pornografía o los sitios de citas, ha hecho que los mensajes sexuales sean más confusos", y está interesada en "cómo las mujeres lo resuelven". Seligman ha discutido su proceso de realización cinematográfica como una experiencia muy colaborativa, y que dedica mucho tiempo a escribir y disfruta poder hablar sobre su trabajo con sus actores.
Seligman ha recibido elogios como guionista y directora por el largometraje Shiva Baby. Los críticos lo han elogiado como debut, con Kristy Puchko de The Playlist escribiendo que "es asombroso que esta sea la primera película de Seligman, [considerando] cuán magistralmente orquesta la tensión y la comedia". Dana Piccoli de Queer Media Matters dijo que "Si bien Seligman todavía es relativamente nueva en el mundo del cine, maneja a Shiva Baby como una profesional experimentada". Seligman volvió a reunirse con la actriz principal de Shiva Baby, Rachel Sennott, en su segundo largometraje, Bottoms, que encabezó el festival de cine SXSW el 11 de marzo de 2023.

## Vida personal
Seligman es bisexual y judía,  y usa los pronombres ella/elle. Se crio en una comunidad Ashkenazi del Judaísmo Reformista en Toronto y tuvo su ceremonia Bat Mitzvah en Masada en Israel. Seligman se mudó a Los Ángeles en 2021. Antes del éxito de Shiva Baby, Seligman había hecho pasantías para productores en numerosas películas aclamadas por la crítica en una variedad de estudios de producción. Incluso antes, estuvo completamente involucrada en la realización de películas escribiendo críticas de películas mientras estaba en la escuela secundaria para una publicación como The Huffington Post. También formó parte del comité selecto de jóvenes del Festival Internacional de Cine de Toronto, donde ayudó a organizar eventos basados en películas.

## Filmografía
| Año  | Título     | Notas                                              | Ref(s). |
| ---- | ---------- | -------------------------------------------------- | ------- |
| 2018 | Void       | Cortometraje                                       | [ 1 ]   |
| 2018 | Shiva Baby | Cortometraje                                       | [ 1 ]   |
| 2020 | Shiva Baby | Adaptación a largometraje del cortometraje de 2018 | [ 4 ]   |
| 2023 | Bottoms    | Largometraje                                       |         |